# Ајла Фишер
Ајла Фишер (енгл. Isla Fisher; 3. фебруар 1976) је аустралијска глумица шкотског порекла.
Глумачку каријеру започела је улогама у аустралијским серијама, међу којима је најпознатија сапуница Home and Away у којој је наступала од 1994. до 1997. Фишерова је након тога играла споредне улоге у филмовима Скуби Ду, Ја волим Хакабис, Ловци на деверуше, Летећи каскадер и Дефинитивно, можда.
Такође је играла главне улоге у романтичним комедијама Исповести купохоличарке и Девојачко вече и позајмила је глас у анимираном филму Ранго. Године 2013. играла је споредну улогу у 4. сезони серије Arrested Development, као и у филмовима Велика илузија и Велики Гетсби.